# Яковлев, Василий Васильевич (музыковед)
Яковлев Василий Васильевич (7 сентября 1880, Москва — 8 августа 1957, там же) — советский музыковед. Доктор искусствоведения (1944).
В 1908 году окончил Военно-юридическую академию в Петербурге. Брал уроки игры на фортепиано у А. А. Ильинского, по музыкально-теоретическим предметам занимался у Н. А. Соколова. Был членом кружка «Вечера современной музыки» в Петербурге. С 1920 года в течение ряда лет сотрудник Дома-музея П. И. Чайковского в Клину, Архивной секции Управления гос. театров музыкального отдела Наркомпроса, архива МХАТа, ГИМНа, ГАХНа. В 1925—26 ответственный редактор журнала «Современная музыка», с 1932 работал в театральных и музыкальных секциях ВТО, позднее — в Бахрушенском и Муз. культуры музеях.